# Terrassenschwimmbad (Bad Kissingen)

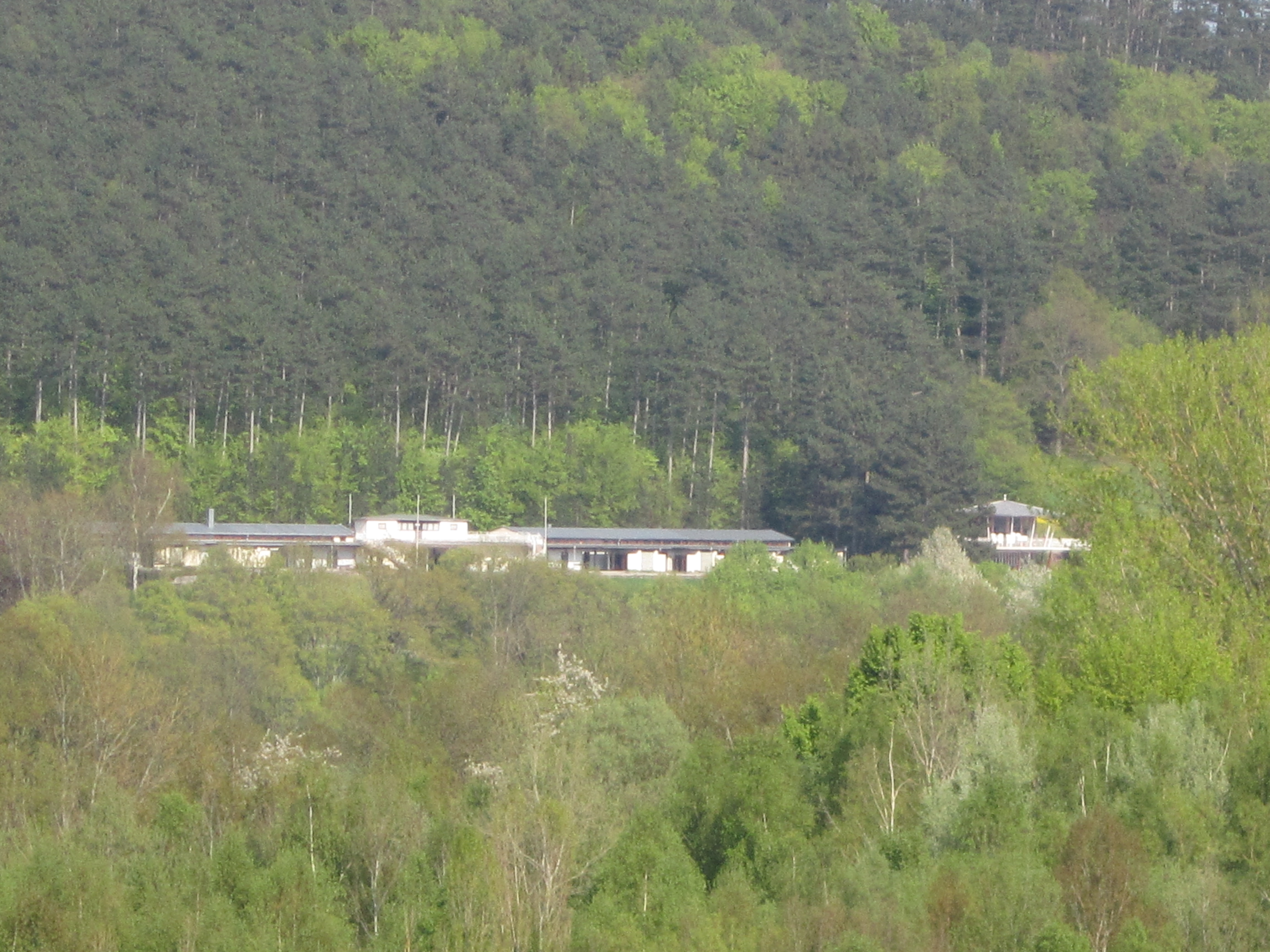
Terrassenschwimmbad Bad Kissingen

Das 1954 erbaute Terrassenschwimmbad Bad Kissingen befindet sich am Finsterberg an der Schwimmbadstraße 9 im bayerischen Kurort Bad Kissingen im unterfränkischen Landkreis Bad Kissingen.
Das Freibad gehört zu den Bad Kissinger Baudenkmälern und ist unter der Nummer D-6-72-114-351 in der Bayerischen Denkmalliste registriert.

## Geschichte
Als ersichtlich wurde, dass die bisherige, im Jahr 1887 im Luitpoldpark erbaute Städtische Flussbade- und Schwimmanstalt den gestiegenen Ansprüchen in Kapazität und Ausstattung nicht mehr genügte, beschloss der Bad Kissinger Stadtrat unter Oberbürgermeister Hans Weiß im November 1952 den Bau einer neuen Badeanlage. Als Standorte wurden der Sinnberg, das Gelände bei der Saline und jenes um die Turnierhalle in der Au in Erwägung gezogen; der bisherige Standort im Luitpoldpark wurde von vornherein als ungeeignet verworfen. Die Wahl fiel wegen idealer Sonneneinstrahlung, freiem Ausblick bis hin in die Rhön und fehlender Gefährdung durch Hochwasser schließlich auf den Finsterberg. Für die Konzeption des Terrassenschwimmbades, mit dessen Gesamtplanung der Bad Kissinger Architekt Anton Koller beauftragt wird, dienten u. a. die Badeanlagen von Frankfurt, Wiesbaden und vor allem Baden-Baden als Vorbilder.
Mit dem Ziel, das Terrassenschwimmbad zur Kursaison 1954 zu eröffnen, begannen im Februar 1953 die Bauarbeiten. Diese fanden mit unentgeltlicher Unterstützung durch die in der Bad Kissinger Kaserne stationierten US-Soldaten statt, die das Gelände des neuen Schwimmbades planierten. Am 24. März führte Oberbürgermeister Hans Weiß in Anwesenheit der Kommandeure der US-amerikanischen Pioniereinheit Kitzingen, Oberstleutnant Spurrier und Oberstleutnant Evans, den ersten Spatenstich mit Verlegung des Grundsteins an den späteren Standort des Sprungturms durch. Am 30. Mai 1953 fand das Richtfest statt.
Am 15. August 1953 konnten das Schwimmer- und das Nichtschwimmerbecken in Betrieb gehen. Bis zur endgültigen Eröffnung des Bades in der Saison 1954 wurde das 4,5 Hektar große Gelände mit über 40.000 Blumen wie Polyantha-Rosen, Stauden und Sommerblumen bepflanzt. Bis zum großen Eröffnungsfest im August 1954 wurde das Bad von April bis Juni 1954 um ein Café-Pavillon erweitert. Die Baukosten für das Bad in Höhe von 1,2 Millionen DM lagen leicht über dem geplanten Betrag von 1 Million DM.
Das an Pfingsten 1954 eröffnete Terrassenschwimmbad stieß auf überaus positive Resonanz. Bereits am 4. September 1954 erreichte das Bad eine Zahl von 111.111 Besuchern. Allein im Jahr 1969 verzeichnete das Bad eine bis heute unerreichte Zahl von 195.000 Badegästen. Am 8. Juli 1954 lobte ein Bericht in der lokalen „Main-Post“ den Ausblick und die üppige Bepflanzung; »diese Anlage«, so die Zeitung, »übertrifft alle Erwartungen«. Laut Oberbürgermeister Hans Weiß handelte es sich beim neu erbauten Terrassenschwimmbad um »das wohl modernste Bad Europas«.
Vom 22. bis 24. August 1954 wurden im Terrassenschwimmbad die 66. Deutschen Schwimmmeisterschaften 1954 mit mehr als 1.000 Sportlern abgehalten. Vier Wochenschauen, das Fernsehstudio und mehr als 60 auswärtige Vertreter von Nachrichten und überregionalen Zeitungen berichteten von dem Ereignis. In seiner Berichterstattung schrieb der Sport-Kurier aus Augsburg:

„Man muss weit gereist sein, um auch aus der internationalen Optik heraus einen Vergleich für ein derart schönes Terrassenschwimmbad zu finden […] Unvergleichlich eindrucksvoll ist die Lage, wie ein riesiger botanischer Garten wirken über 10.000 Rosen und mehr als 22.000 Stauden […] Noch nie dürften Deutsche Meisterschaften im Schwimmsport eine modernere Kulisse gefunden haben als dieses Jahr.“

Im Lauf der Jahrzehnte wurden verschiedene weitere Schwimmwettkämpfe im Terrassenschwimmbad ausgetragen. Zu den prominenten Gästen des Bades gehörten Bundespräsident Prof. Dr. Theodor Heuss, Bundespräsident Heinrich Lübke, Prinzessin Soraya Esfandiary Bakhtiary, Big-Band-Leader Max Greger, Schauspieler Willy Millowitsch sowie die Schauspielerin, Sängerin und Tänzerin Marika Rökk.
Im Jahr 1969 erfolgte im Filterhaus die Installation eines Gas-Heizaggregats, um die Wassertemperatur bei konstanten 24 Grad Celsius zu halten. Im gleichen Jahr wurde auf Grund der Besucherzahlen der Parkplatz erweitert.
Im Jahr 1983 beschloss der Bad Kissinger Stadtrat unter dem neuen Bürgermeister Georg Straus auf Grund des altersbedingten Zustandes des Terrassenschwimmbades eine umfangreiche Sanierung. Zu diesem Zweck stellte die Planungs- und Forschungsgesellschaft Kulmbach im Dezember 1984 ein umfangreiches Konzept vor. Dieses sah eine Sanierung der Technik, eine Umgestaltung des Schwimmer- und des Nichtschwimmerbeckens, die Ergänzung einiger Attraktionen, den Bau eines Mutter-Kind-Hauses sowie, angesichts der Austragung zukünftiger Schwimmwettkämpfe, eine Vertiefung des Sprungbeckens und eine Erhöhung des Sprungturms vor. Am Ende der Badesaison 1986 begannen die Bauarbeiten, die einen vom Freistaat Bayern bezuschussten Betrag von 8,2 Millionen DM kosteten und eine Erweiterung der Schwimmbadfläche um 0,3 Hektar erforderten. Die Neueröffnung des Terrassenschwimmbades fand am 16. Juni 1988 statt.
Eine grundlegende Renovierung des Eingangs- und des Sanitärbereiches erfolgte im Jahr 1993. Alle Toiletten und Duschen wurden erneuert, eine Heizungsanlage für das Duschwasser installiert sowie die Einzel-Umkleidekabinen für Damen und Herren durch weiträumige Sammelumkleiden mit Schränken ersetzt. Die Gesamtkosten der Renovierungsmaßnahmen beliefen sich auf 855.000 DM.
Im Jahr 1994 wurde der 1954 errichtete und von den Einwohnern von Bad Kissingen „Weizenturm“ genannte Café-Pavillon unter Denkmalschutz gestellt; zwei Jahre später erfolgte der Eintrag des gesamten Terrassenschwimmbades in die Denkmalschutzliste. Rembrant Fiedler von der Außenstelle Frankens des Landesamtes für Denkmalschutz Bamberg bezeichnete das Terrassenschwimmbad in diesem Zusammenhang als »ein herausragendes Stück Wiederaufbauarchitektur«.
Seit 1998 wird die Zufuhr von Chlor und Flockungsmitteln in das Nichtschwimmerbecken von einem Computersystem gesteuert. Im Jahr 2000 wurde eine neue Heizungsanlage installiert. Seit 2002 wirkt sich ein Computersystem zur Anpassung der umzuwälzenden Wassermenge an die Gästezahl und die Wasserqualität positiv auf den Energiebedarf aus. Im Jahr 2004 folgte die Ausstattung des Schwimmerbeckens mit einem computergesteuerten Regelsystem.
Die bisher letzte Generalsanierung des Terrassenschwimmbades fand im Jahr 2004 statt.